# Epimastigot

Anordnung der Geißeln bei Trypanosomen

Als epimastigot bezeichnet man Kinetoplastea, bei denen die Geißel im vorderen Bereich seitlich anliegt. Der Kinetoplast liegt zwischen Zellkern und dem hinteren Zellende.